# Roman Kowalik
Roman Kowalik (ur. 1951, zm. 27 grudnia 2011) - profesor sztuk plastycznych o specjalności grafika i projektowanie graficzne, tytuł profesorski otrzymał 18 kwietnia 2011.
Był kierownikiem Katedry Projektowania Graficznego, Wydziału Grafiki i Sztuki Mediów Akademii Sztuk Pięknych we Wrocławiu.